# Handenmorden
Handenmorden avser tre mord begångna i centrum i orten Handen i dåvarande Österhaninge landskommun i Sverige den 9 januari 1967. Kriminalinspektör Uno Helderud (45) och polisman Lars Birger Wikander (29) samt väktaren och hundföraren Nils Bertil Nilsson (59) sköts till döds.

## Morden
Polismännen hade fått i uppdrag att bevaka en lastbrygga till ett nybyggt affärscentrum i Handen eftersom en stöldliga misstänktes hålla till där. Vid lastbryggan stötte Helderud och Wikander på tre män som de snabbt fattade misstankar mot. Männen uppgav till en början att de hade hand om bevakningen av affärerna i Handens centrum, men tog sedan fram en k-pist och en pistol och sköt ihjäl alla tre med sammanlagt 34 skott. Av utredningstekniska skäl fick kropparna ligga kvar på platsen i ett par dygn.

## Uppklarandet
Trippelmordet klarades upp en månad senare då 28-årige Leif Peters, som en gång varit officersaspirant, greps i Strängnäs och erkände att han hade avlossat skotten. Den 9 februari 1967 hade husrannsakningar genomförts på 16 olika platser runt om i landet mot personer som kunde misstänkas ha kopplingar till Peters. I samband med detta avslöjades en gigantisk stöldliga som Peters hade lett. Peters dömdes till livstids fängelse men överflyttades efter några år till den psykiatriska vården. Peters satt livet ut på en psykiatrisk klinik och dog 68 år gammal i juli 2006. Hans båda kumpaner Gustav Torver och Leif Wahlkvist dömdes till vardera fem års fängelse.
Eftersom både pistolen och k-pisten bevisligen hade använts vid skottlossningen bör rimligtvis mer än en av de tre männen ha skjutit. Det var dock bara Peters som dömdes för själva morden, eftersom han uppgav att han avlossat samtliga skott.
En ytterligare konsekvens av händelsen var att ”Handen” blev så synonymt med morden att Haninge kommun bytte namn på kommundelen till Haninge centrum under en 20-årsperiod, men nu är namnet åter Handen.